# قصه‌گو
قصه‌گو (انگلیسی: The Storyteller) یک نمایش تلویزیونی عروسکی لایو اکشن است که در سال ۱۹۸۷ منتشر شد.

## بازیگران

### اصلی
- جان هرت در نقش قصه‌گو (در نسخهٔ اصلی)
- مایکل گمبون در نقش قصه‌گو (فقط در افسانه‌های یونانی)
- برایان هنسون در نقش سگ قصه‌گو

### بازیگران میهمان در نسخهٔ اصلی
- جیم هنسن
- باب پک
- آنتونی جکسون
- گابریل انور
- استیون مکینتاش
- فیلیپ جکسون
- پولین مورن
- رابرت ادیسون
- برندا بلتین
- ریچارد ورنون
- جان کَـوَنا
- ترنس هاروی
- ابیگیل کروتندن
- دیوید سوئیفت
- جولی ریچاردسون
- میراندا ریچاردسون
- جاناتان پرایس
- آلیسون دودی
- داون فرنچ
- جنیفر ساندرز
- جفری بیلدون
- جیمز ویلبی
- مک ویلسون
- نیکلاس سلبی
- شان بین
- الون آرمسترانگ

### بازیگران میهمان در قصه‌های یونانی
- دیوید موریسی
- لینزی دانکن
- آماندا برتون
- فرانسس باربر
- جان مک‌انری
- کیت بافری
- پت روچ
- آرت ملک
- جینا بلمن
- رابرت استیونز
- مل مارتین
- درک جاکوبی
- جان وود
- مگی اونیل
- تونی ووگل